# Lețcana, Bacău
Lețcana este un sat din județul Bacău, în prezent integrat în localitatea Racova.
Satul Lețcana este atestat documentar din anul 1774. Prin reforma administrativă din 1968 satul Lețcana a fost comasat cu satul Racova. Totuși localnicii mai folosesc și în prezent denumirea. 
Satul Lețcana este situat la 2 km de Buhuși. Este traversat de râul Lețcana.